# Tabuina
Tabuina là một chi nhện trong họ Salticidae.